# Zahra Ahmadi
Zahra Ahmadi (persisch: زهرا احمدی; geboren 1982) ist eine britische Schauspielerin persischer Abstammung aus Plymouth, England.

## Leben
2005 schloss Ahmadi ihr Studium am Royal Welsh College of Music and Drama erfolgreich ab. Ahmadi tritt seit 2006 als Schauspielerin in Erscheinung, ihr Schaffen umfasst mehr als drei Dutzend Produktionen. Sie ist vor allem für ihre Rolle aus den BBC-Fernsehserien, als Shabnam Masood in EastEnders, als Clare Itani in Berlin Station und  als DS Esther Williams in Beyond Paradise bekannt.

## Filmografie (Auswahl)
| Jahr | Titel                 | Rolle                | Anmerkungen                  |
| ---- | --------------------- | -------------------- | ---------------------------- |
| 2010 | Immer Drama um Tamara | Nadia Patel          |                              |
| 2013 | Unter Beobachtung     | Frau am Telefon      |                              |
| 2018 | A Bad Penny           | Frau mit einer Karte |                              |
| 2022 | Scale                 | Eden (Stimme)        | Kurzfilm (Cannes Festspiele) |
| 2025 | Van Gogh by Vincent   | Erzähler             | Dokumentar Drama             |

| Jahr       | Titel                                            | Rolle              | Anmerkungen                                           |
| ---------- | ------------------------------------------------ | ------------------ | ----------------------------------------------------- |
| 2006–2007  | Der Preis des Verbrechens                        | DC Imelda Folks    | 2 Folgen: "Sins of the Father: Parts 1 & 2"           |
| 2007       | Britz                                            | Sabia Iqbal        | 2 Folgen: "Sohail's Story" und "Nasima's Story"       |
| 2007–2008  | EastEnders                                       | Shabnam Masood     | Fernsehserie, 64 Folgen                               |
| 2009       | Doctors                                          | Keera Chaudhury    | Fernsehserie, 1 Folge: The Wall                       |
| 2010       | Bellamy's People                                 |                    | Fernsehserie, 6 Folgen                                |
| 2010–2016  | The Increasingly Poor Decisions of Todd Margaret | Mehtap             | Fernsehserie, 6 Folgen                                |
| 2012       | The Thick of It: Der Intrigantenstadl            | Krankenschwester   | Fernsehserie, 1 Folge                                 |
| 2013       | The Mimic                                        | Polizistin         | Fernsehserie, Folge: 1x3                              |
| 2013       | Love Matters                                     | Priya              | Episode: "A Nice Arrangement"                         |
| 2013       | Doctor Who                                       | Missy              | 1 Folge: 7x12 Albtraum in Silber                      |
| 2013       | The Job Lot – Das Jobcenter                      | Karen Ellwell      | 1 Folge: 1x4                                          |
| 2013–2017  | Count Arthur Strong                              | Sinem              | Fernsehserie, alle 20 Folgen                          |
| 2014       | Black Mirror                                     | Gita               | Episode: White Christmas                              |
| 2014       | Babylon                                          | Yasmina            | Miniserie, 1 Episode: "London"                        |
| 2016       | Josh                                             | Gemma              | Fernsehserie, 1 Folge: "Bed & Breakfast"              |
| 2016       | Berlin Station                                   | Clare Itani        | Fernsehserie, 5 Folgen der 1. Staffel                 |
| 2016–2017  | Porridge                                         | Dr. Tessa Marsden  | 3 Folgen: "Porridge", "The Minder" und "The Listener" |
| 2016–2018  | Tracey Ullman's Show                             |                    | 7 Folgen                                              |
| 2017       | Love Youn Be Hota Hay                            |                    | Mini-series                                           |
| 2017–2018  | Tracey Breaks the News                           |                    | Fernsehserie, 4 Folgen                                |
| 2018       | Death in Paradise                                | Daisy Anderson     | 1 Folge: "Murder on the Day of the Dead"              |
| 2018       | Innocent                                         | DS Mari-Luz Garcia | Miniserie, 4 Folgen                                   |
| 2018       | Bliss                                            | Sameera            | Fernsehserie, 1 Folge, 1x1                            |
| 2018       | Sky Comedy Shorts                                | Diana              | 1 Folge: Kris Marshall's Whodunnit                    |
| 2018       | Informer                                         | Naeemah Jones      | Episode: "Ruby Tuesday"                               |
| 2020       | Marcella                                         | Sadie              | 1 Folge: 3x4                                          |
| 2020–2021  | The Beast Must Die                               | Saima              | 3 Folgen: 1x1,1x3 und 1x5                             |
| 2022       | The Bay                                          | Shazia Riaz        | Fernsehserie, 5 Folgen                                |
| 2022       | Dodger                                           | Fatima             | 1 Folge: "Mummy"                                      |
| 2022       | Kate & Koji                                      | Melanie            | 1 Folge: "Lockdown Legends"                           |
| 2022       | Riches                                           | Parul              | 1 Folge: "Wrong and Strong"                           |
| seit 2023– | Beyond Paradise                                  | DS Esther Williams | 3 Staffeln, 25 Folgen                                 |